# Olenellina
Los olenelinos (Olenellina) son un suborden del orden de trilobites Redlichiida. Contiene dos superfamilias: Olenelloidea (con dos familias), y Fallotaspidoidea (con cinco). Olenellina es el trilobite más primitivo (en especial la superfamilia Fallotaspidoidea), posee un cuerpo aplanado y una cutícula muy delgada. Aparecieron a principios del Cámbrico y se extinguieron a finales del Cámbrico Inferior.

## Morfología
El céfalon no posee sutura facial, pero sí una glabela con surcos laterales bastante pronunciados. En algunas especies, el lóbulo glabelar frontal es casi circular. Tiene un hipostoma conterminante con una placa rostral muy amplia que se extiende entre los ángulos genales, con una sutura perirostral (sin suturas conectivas).
Se alimentaban de plantas o animales muy pequeños ya que al ser un trilobite era un animal muy pequeño.
El tórax está dividido en muchos segmentos, con un eje que suele tener bastantes espinas.
El pigidio es estrecho y contiene escasos segmentos.